# OpenNebula
OpenNebula è un toolkit di cloud computing open source per la gestione di centri di elaborazione dati distribuiti eterogenei. OpenNebula gestisce una infrastruttura virtuale di elaborazione dati per costruire IaaS (Infrastrutture come servizio) pubbliche, private ed ibride.

## Caratteristiche
OpenNebula gestisce tecnologie di memoria, la rete, la monitorizzazione della virtualizzazione e la sicurezza per implementare servizi multi-livello come macchine virtuali su infrastrutture distribuite, combinando le risorse dei centri di elaborazione e le risorse remote della "nuvola", secondo le politiche di allocazione.
Il toolkit fornisce funzioni per l'integrazione, la gestione, la scalabilità, la sicurezza e la gestione delle risorse. Inoltre si focalizza sulla standardizzazione, sulla interoperabilità e sulla portabilità, fornendo agli utenti e agli amministratori della cloud diverse interfacce (EC2 Query, OGF OCCI e vCloud) e hypervisor (Xen, KVM and VMware) oltre ad un'architettura flessibile che può far convivere diverse combinazioni di hardware e software nello stesso centro di elaborazione dati.
OpenNebula è sponsorizzato da C12G.